# Distrikt Cáhuac
Der Distrikt Cáhuac liegt in der Provinz Yarowilca in der Region Huánuco in Westzentral-Peru. Der Distrikt wurde am 3. Januar 1952 gegründet. Er besitzt eine Fläche von 29,6 km². Beim Zensus 2017 wurden 1224 Einwohner gezählt. Im Jahr 1993 lag die Einwohnerzahl bei 1866, im Jahr 2007 bei 3374. Sitz der Distriktverwaltung ist die 3371 m hoch gelegene Ortschaft Cáhuac mit 697 Einwohnern (Stand 2017). Cáhuac befindet sich 2,5 km westnordwestlich der Provinzhauptstadt Chavinillo.

## Geographische Lage
Der Distrikt Cáhuac befindet sich in den Anden am Westufer des nach Norden fließenden Río Marañón im westlichen Süden der Provinz Yarowilca.
Der Distrikt Cáhuac grenzt im Westen und im Nordwesten an den Distrikt Obas, im Nordosten an den Distrikt Chavinillo, im äußersten Südosten an den Distrikt Choras sowie im Süden an die Distrikte Chacabamba und Rondos (letzterer in der Provinz Lauricocha).